# Luis Marín Bosqued
Luis Marín Bosqued (Aguarón, Zaragoza, 24 de agosto de 1909 - Zaragoza, 11 de febrero de 1987) fue un  pintor español.

## Biografía breve
Estudió dibujo y pintura en Zaragoza y Madrid, instalando su estudio en la capital de Aragón. Con motivo de la guerra civil española se exilió en Francia en 1939.
En 1940 se estableció en México, donde participó destacadamente en la vida cultural como pintor, escritor y crítico. Tuvo amistad con el Mariscal Tito, Picasso, Gary Cooper, Anthony Quinn, el general mexicano Lázaro Cárdenas y el escritor Alfonso Reyes entre otros.
Compartió su exilio en México con Luis Buñuel, Benjamín Jarnés, el profesor Rafael Sánchez Ventura, el médico Isaac Costero, el profesor Sancho Granados y el pintor y escenógrafo valenciano Francisco Marco Chilet. Fue habitual en las reuniones del café Sorrete, de México, al que acudían artistas e intelectuales españoles e hispanoamericanos como Margarita Nelken, León Felipe, Emilio Prados, Juan Rejano, Rafael Alberti, Manuel Altolaguirre, Octavio Paz, etcétera.
También fue profesor en el Instituto Nacional de Bellas Artes y antes en el colegio Cristóbal Colón. En este último centro tuvo como alumno al presidente mexicano Miguel de la Madrid.
Poetas, pensadores, políticos, presidentes de Gobierno han posado para Marín Bosqued . Tito lo invitó a Yugoslavia, y el retrato que le hizo figura en lugar destacado en el palacio presidencial. También retrató al poeta León Felipe, con quien compartió exilio. Esta obra, junto con otra de Marín Bosqued, formó parte de la exposición El exilio español en México, organizada por el Ministerio de Cultura.
También son conocidos los retratos hechos a la actriz cubana Rosa Carmina, tanto al óleo como sanguinas y carboncillos, expuestos en varios eventos culturales. 
En 1972 regresó a Zaragoza, donde murió en 1987. Tras su muerte, su cuerpo fue incinerado en el crematorio del cementerio de Torrero de Zaragoza, según su voluntad.

## Estilo y técnica
Trabajó el dibujo sobre papel y el óleo. Destacan sus retratos de indígenas y los desnudos femeninos.

## Premios y reconocimientos
Entre otros:
- El Ayuntamiento de Zaragoza lo nombró Hijo Adoptivo de la Ciudad durante las fiestas del Pilar de 1984.
- Palma de Plata, concedido por la Academia Francesa de las Artes, en reconocimiento a su valía humana y artística.
- El Museo Marín Bosqued de Aguarón, sito en un antiguo edificio restaurado y rehabilitado para tal fin.[3]

## Obra

### Libros
- Crítica a los críticos, publicado por primera vez en 1972.[4]